# Sant Miquel de Banyeres del Penedès

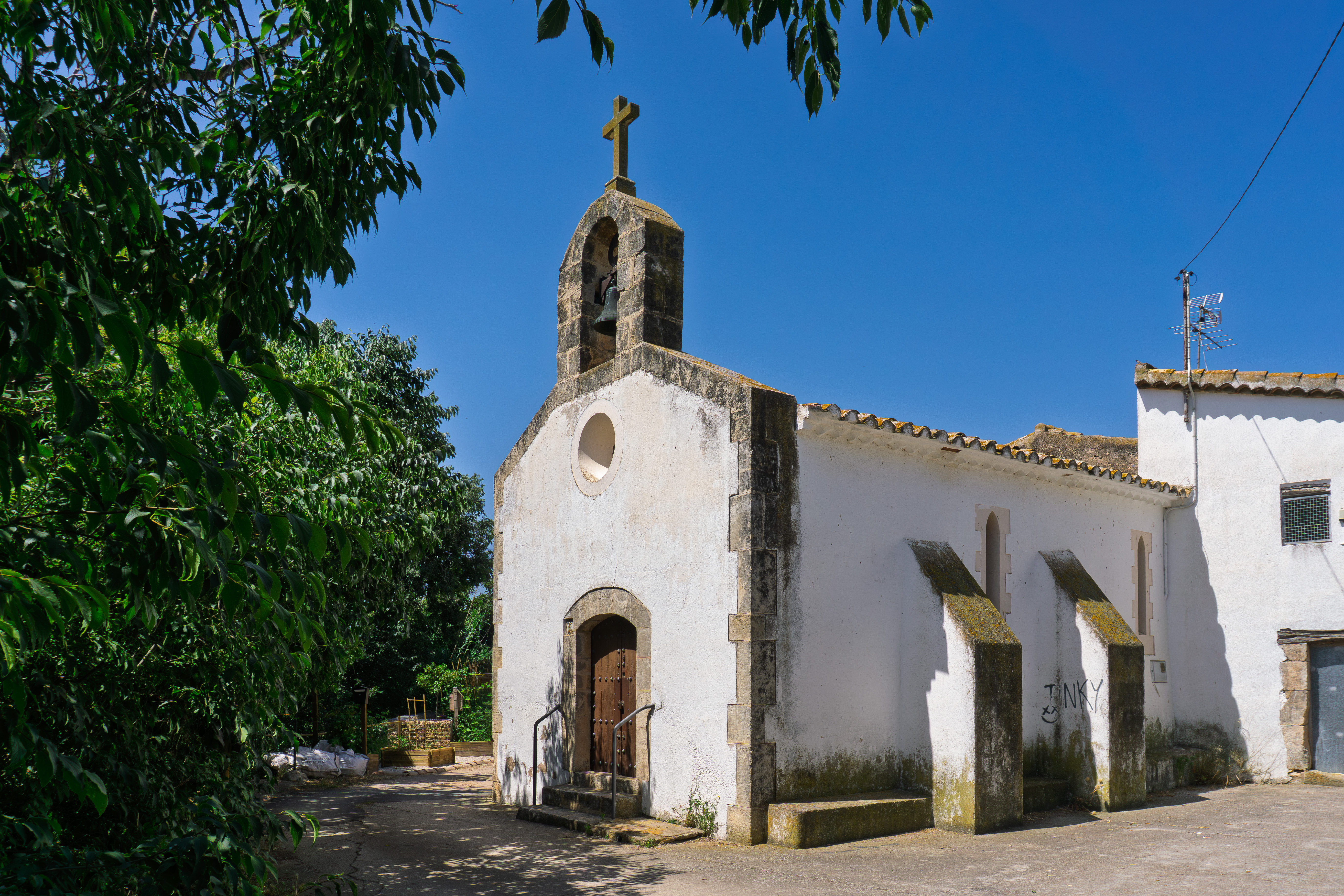
Aquesta ermita, segons figura a la seva porta d'entrada, és de 1766.

Sant Miquel de Banyeres del Penedès és una església de Banyeres del Penedès (Baix Penedès) inclosa a l'Inventari del Patrimoni Arquitectònic de Catalunya.

## Descripció
L'edifici consta d'una sola nau de dimensions reduïdes i de volta lleugerament apuntada. A l'interior destaquen dos arcs de mig punt fets de pedra. La resta de l'edifici és pintat de forma un xic grollera. La façana principal té una portalada d'arc rebaixat i dovellat, una rosassa i un campanar. L'exterior és totalment emblanquinat i hi ressalten els potents contraforts i unes finestres ogivals.

## Història
L'ermita de Sant Miquel és una de les més antigues del municipi. L'ermita data del 1766 segons figura en una inscripció que hi ha damunt la porta d'entrada. No obstant, aquesta capella es troba documentada en arxius de l'any 1414 com la capella de Sant Miquel dels Guanèchs.
Hi ha documents de l'any 1289 que parlen de l'ermita del Lladó situada a Les Masies De Sant Miquel però no s'ha pogut demostrar mai que es tracti de la mateixa, ja qui hi han historiadors que situen aquesta ermita entre la Casa Roja i El Molinet.
Durant l'época de la Cristinilització, Banyeres Del penedès tenia el seu centre geogràfic i neuràlgic a la zona de Sant Miquel dels guanèchs ja que anteriorment el centre pagà i preromà es trobava a Les Masies. Per això l'ermita esta dedicada a Sant Miquel ja que és fàcilment asimilable a altres religions més primitives.